# Maria-Ward-Fachakademie für Sozialpädagogik der Diözese Eichstätt
Die Maria-Ward-Fachakademie für Sozialpädagogik der Diözese Eichstätt ist eine staatlich anerkannte Ausbildungsstätte für Erzieherinnen und Erzieher, „die in der Tradition Maria Wards der qualifizierten beruflichen Ausbildung junger Frauen einen besonderen Stellenwert beimisst“. Sie ist Mitglied im Katholischen Schulwerk in Bayern.

## Vergangenheit und Gegenwart
Die Bezeichnung des Akademie geht auf die englische Adlige Maria Ward zurück, die im 17. Jahrhundert Bildungseinrichtungen für junge Frauen und Mädchen gründete, doch zu ihren Lebzeiten noch keine päpstliche Bestätigung für den damit verbundenen weiblichen Orden ohne kirchliche Klausurverpflichtung erlangen konnte. Ihre Gefährtinnen und Nachfolgerinnen setzten jedoch ihr Werk über Jahrhunderte fort.
Die Anfänge der Schule reichen zurück bis in das Jahr 1916, wobei sie nicht in Eichstätt, sondern in Haag als Kindergärtnerinnen-Seminar von den Englischen Fräulein ins Leben gerufen wurde. Dem Englischen Institut B.M.V. Haag (Oberbayern) gehörten noch ein Handarbeits- und Wirtschaftsseminar mit Haushaltungs- und Handelskurs an. Das Seminar für Kindergärtnerinnen durften auch begabte Mädchen der Fortbildungs- oder Feiertagsschule mit Hauptnote I besuchen. Bald wurde der schulischen Einrichtung noch ein Kinderpflegerinnenkurs angegliedert. Der Unterricht beinhaltete folgende Fächer:
Religion, Erziehungs- und Kindergartenlehre, Gesundheitslehre und Kinderpflege, Kinderliteratur, Bürgerkunde und Volkswirtschaftslehre, Handarbeiten, Zeichen, Modellieren, Ausschneiden, Beschäftigungsunterricht, Musik und Gesang, Turnen und Spiel, Haushaltungs- und Gesundheitslehre, Kochen und Bügeln, Tätigkeit im Kindergarten. Diese Fächer werden auch im sog. Kinderpflegerinnenkurs, natürlich vereinfacht, gelehrt. Im Seminar (zweites Jahr) kommt dann noch hinzu: Hortlerhre, Unterricht in Jugend- und Volksliteratur und Schulhygiene.
Über den theoretischen Unterricht schrieb ein Seminaristin an ihre Freundin, am 13. Juli 1922:
Nun bin ich ein ganzes Jahr im Kindergärtnerinnenseminar in Haag... In meiner Klasse, 1. Kurs (es bestehen zwei Kurse), sind es 11 Schülerinnen, die sehr verschiedenen Alters, zwischen 16 und 23 Jahren, und auch selbstverständlich verschiedenen Charakters sind... Wir nehmen verschiedene Beschäftigungen mit den Kindern vor: die Fröbelschen Gaben wie Ball, Kugel, Walze und Würfel; die verschiedenen Baugänge, begleitet mit netten Erzählungen... Unsere pädagogischen Stunden sind herrlich, sage ich Dir; dieses Jahr hatten wir Psychologie und die Anwendung der verschiedenen Erziehungsmittel... Nicht weniger gern haben wir unsere Jugendliteraturstunden, wo wir dieses Jahr Parabel, Fabel und Märchen behandelten... Die Kindergartenlehre dann führt uns ein in unseren engeren Wirkungskreis und lehrt uns Zweck und Aufgabe des Kindergartens, den Wert von Spiel und Beschäftigung und die Anwendungsregeln hierfür.
1929 wurde die Kindergärtnerinnenausbildung mit der der Hortnerin kombiniert. Das Seminar nannte sich nun Seminar für Kindergärtnerinnen und Hortnerinnen der Englischen Fräulein. 1930 erfolgte die erste staatliche Prüfung. Während der Nazi-Diktatur war die Ausbildungsstätte einigen Schikanen ausgesetzt, da sie als konfessionell gebundene Einrichtung den Machthabern ein Dorn im Auge war. Die unterrichtenden Nonnen wurden immer wieder auf ihre Loyalität gegenüber dem Staat geprüft. Schließlich musste die Institution 1939 ihren Betrieb einstellen.
Nach Kriegsende bemühte sich der Orden um die Wiedereröffnung des Seminars. 1946 konnte die Ausbildung wieder aufgenommen werden. Die Umbenennung des Seminar für Kindergärtnerinnen und Hortnerinnen zur Fachschule für Sozialpädagogik, im Jahre 1968, sowie fünf Jahre später zur Fachakademie für Sozialpädagogik mit der entsprechenden Berufsbezeichnung Staatlich anerkannter Erzieher (heute: auch Erzieherin) spiegelt den innovativen Weg, den die Schule durchlief.
1971 stand eine schwere Entscheidung an, nämlich der Verlegung der Ausbildungsstätte von Haag in die weit entfernte Schulstadt Eichstätt:
Damit sollte jungen Frauen in der industriearmen Region eine weitere Berufsmöglichkeit erschlossen werden. Zudem entstanden in dieser Zeit im Landkreis und in der Diözese zahlreiche sozialpädagogische Einrichtungen.
Schnell erfreute sich die Schule eines regen Zuspruchs. 12 Jahre lang nutzte die Fachakademie Räumlichkeiten der Maria-Ward-Realschule am Residenzplatz. Bedingt durch die steigenden Anforderungen an die Ausbildung und durch eine stete Zunahme der Auszubildenden war ein Neubau notwendig, der am 17. Dezember 1984 feierlich eingeweiht wurde. Errichtet wurde der Neubau durch den Münchner Architekten Bernhard von Busse.
Die Ausbildungszeit an der Fachakademie dauert insgesamt fünf Jahre. Sie gliedert sich in: Sozialpädagogisches Seminar (2 Jahre), Theoretische Ausbildung (2 Jahre) und Berufspraktikum (1 Jahr).
Seit 2005 ist die Diözese Eichstätt Träger der Ausbildungsstätte, die bis dahin in Trägerschaft  des Provinzialat der Maria-Ward-Schwestern in München stand. Mit dem Schuljahr 2010/2011 werden auch Männer aufgenommen.

## Leitbild
Das Selbstverständnis der katholischen Fachakademie in Eichstätt ist fest verankert im christlichen Glauben und in der Tradition der Gründerin der Maria-Ward-Schwestern. Ihr Auftrag ist, junge Frauen zu begleiten bei der Suche nach Lebensziel und -sinn sowie in ihrer  Persönlichkeitsentfaltung. Die Ausbildung zur Erzieherin soll diejenigen befähigen, den zu betreuenden Menschen Geleit zu geben auf deren Weg.